# Cleia Dorsum
Il Cleia Dorsum è una struttura geologica della superficie di Marte.